# 拉脱维亚美术学院
拉脱维亚美术学院是一所位于拉脱维亚共和国首都里加的艺术高等教育和科研机构。
学院的新哥特式砖砌建筑位于克里斯贾尼斯·瓦尔德马斯（Krišjānis Valdemārs）街，毗邻国立拉脱维亚美术馆。

## 组织架构
该学院有5个学院，下设若干学系。
- 视觉艺术学院：绘画系、平面艺术系、纺织艺术系、绘画系
- 视觉造型艺术学院：雕塑系、陶瓷系、玻璃艺术系
- 设计学院：功能设计系、环境艺术系、金属设计系、服装设计系
- 视听媒体艺术学院：视觉传达系、“运动、图像、声音”系、舞台设计系
- 美术史学院：美术史与理论系、修复系、人文学系

除了里加主校区外，学院在拉特加尔地区的雷泽克内设有分院。